# Division I 1952-1953 (pallacanestro maschile)
La Division I 1952-1953 è stata la 21ª edizione del massimo campionato belga di pallacanestro maschile. La vittoria finale è stata ad appannaggio del Royal IV.

## Risultati

### Stagione regolare
|     | Squadra           | G  | V  | N | P  | PF | PS | Pt. | Qualificazione |
| --- | ----------------- | -- | -- | - | -- | -- | -- | --- | -------------- |
| 1.  | Royal IV          | 22 | 18 | 1 | 3  |    |    | 43  |                |
| 2.  | Hellas Gent       | 22 | 17 | 0 | 5  |    |    | 37  |                |
| 3.  | Antwerpse         | 22 | 15 | 1 | 6  |    |    | 34  |                |
| 4.  | Semailles         | 22 | 15 | 1 | 6  |    |    | 31  |                |
| 5.  | Racing Bruxelles  | 22 | 15 | 0 | 7  |    |    | 31  |                |
| 6.  | Amicale Sportive  | 22 | 11 | 0 | 11 |    |    | 30  |                |
| 7.  | Ougrée            | 22 | 10 | 1 | 11 |    |    | 22  |                |
| 8.  | Bavi Vilvoorde    | 22 | 7  | 1 | 14 |    |    | 21  |                |
| 9.  | Hades Gent        | 22 | 6  | 1 | 15 |    |    | 15  |                |
| 10. | Forest            | 22 | 6  | 0 | 16 |    |    | 13  |                |
| 11. | Bressoux          | 22 | 5  | 1 | 16 |    |    | 11  | retrocesse     |
| 12. | Canter Schaerbeek | 22 | 3  | 1 | 18 |    |    | 7   | retrocesse     |

| Division I 1952-1953 |
| -------------------- |
| Royal IV 4º titolo   |